# Château royal de Poznan

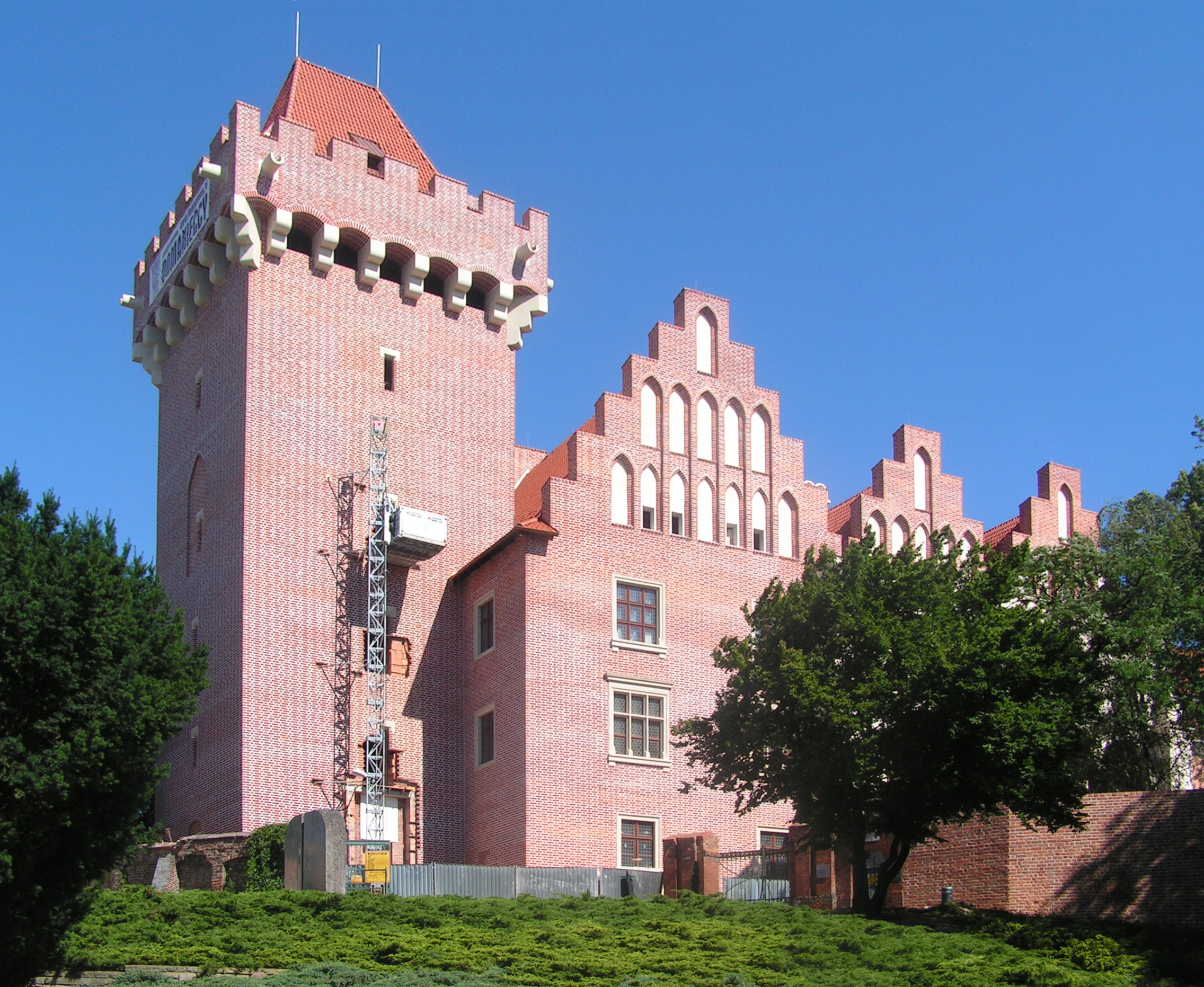
Château royal de Poznan, reconstruction partielle (2012)

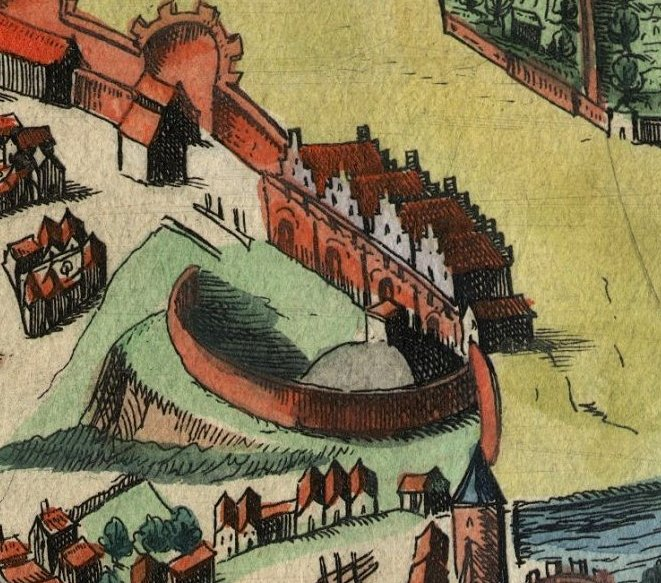
Vue des vestiges du château royal, vers 1618 (extrait de Civitates Orbis Terrarum de Frans Hogenberg)

Le château royal de Poznań (en polonais : Zamek Królewski w Poznaniu) est l'une des plus anciennes résidences royales de Pologne.

## Histoire
Le bâtiment d'origine remonte au XIIIe siècle sous le règne du duc Przemysl Ier de Grande-Pologne. Il a été considérablement agrandi sous le roi Przemysl II et est devenu l'une des résidences royales les plus importantes du royaume de Pologne. Le château a été témoin de nombreux événements historiques. En 1493, le roi de Pologne reçut ici l'hommage du grand maître de l'ordre Teutonique Johann von Tiefen. Le château a été partiellement détruit pendant la grande guerre du Nord en 1700-1721 et est tombé en ruine. Restauré au XIXe siècle, il a été détruit à nouveau pendant la Seconde Guerre mondiale en 1945. À partir de 2012 une partie au sud a été reconstruite.

## Voir également
- Château impérial de Poznan

## Littérature
- Jerzy Topolski Dzieje Poznania, Varsovie-Posen 1988–, Państwowe Wydawnictwo Naukowe.  (ISBN 83-01-08194-5)
- Witold Gałka, O architekturze i plastyce dawnego Poznania do końca epoki baroku, Posen 2001, Wydawnictwo Miejskie.  (ISBN 83-87847-50-X)
- Franciszek Jaśkowiek, Włodzimierz Łęcki, Poznań i okolice. Przewodnik, Varsovie 1983, Sport i Turystyka.  (ISBN 83-217-2434-5)
- Zbigniew Szymanowski, Marta Tomczyszyn, Poznań, Bielsko-Biała 1999, Maison d'édition Pascal.  (ISBN 83-87696-24-2)

## Liens web
- Notices d'autorité :   - VIAF
  - LCCN
  - GND
  - Israël
- Comité pour la reconstruction du château royal de Poznan